# Gothawagen G4-65
Der Gothawagen G4-65 ist ein vierachsiger Straßenbahn-Gelenktriebwagen, der ab 1965 im VEB Waggonbau Gotha in der DDR hergestellt wurde.

## Entwicklung
Technisch war er nahezu identisch mit dem Vorgänger G4-61, hatte aber Räder mit einem größeren Laufkreisdurchmesser, 785 mm statt 760 mm. Die meisten der G4-65 wurden ohne Schaffnersitz ausgeliefert. Die Fahrzeuge des Jahres 1967 hatten alle ESW-Kupplungen und Einrichtungen für den schaffnerlosen Betrieb. Für diese Variante findet sich in der Literatur auch die Bezeichnung G4-67. Trotz der Entwicklung der G4-65 wurden noch bis 1966 G4-61 für den Export in die Sowjetunion gebaut. Die Triebwagen wurden hauptsächlich nach Erfurt, Leipzig, Potsdam und Rostock geliefert. Insgesamt wurden 99 Stück gefertigt. Auch der Bauort Gotha erwarb einige der Gelenkwagen, sieben davon mit einer größeren Anzahl Sitzplätze für die Thüringerwaldbahn nach Tabarz und Waltershausen. Der Tw 180 der Potsdamer Straßenbahn war der letzte in Gotha für die DDR gebaute Straßenbahn-Triebwagen.

## Erhaltene Fahrzeuge
Erhalten sind drei Triebwagen in Erfurt, sowie jeweils ein Triebwagen in Gotha, Leipzig, Nordhausen und Potsdam. Ein Wagen steht abgestellt in Naumburg.

## Galerie

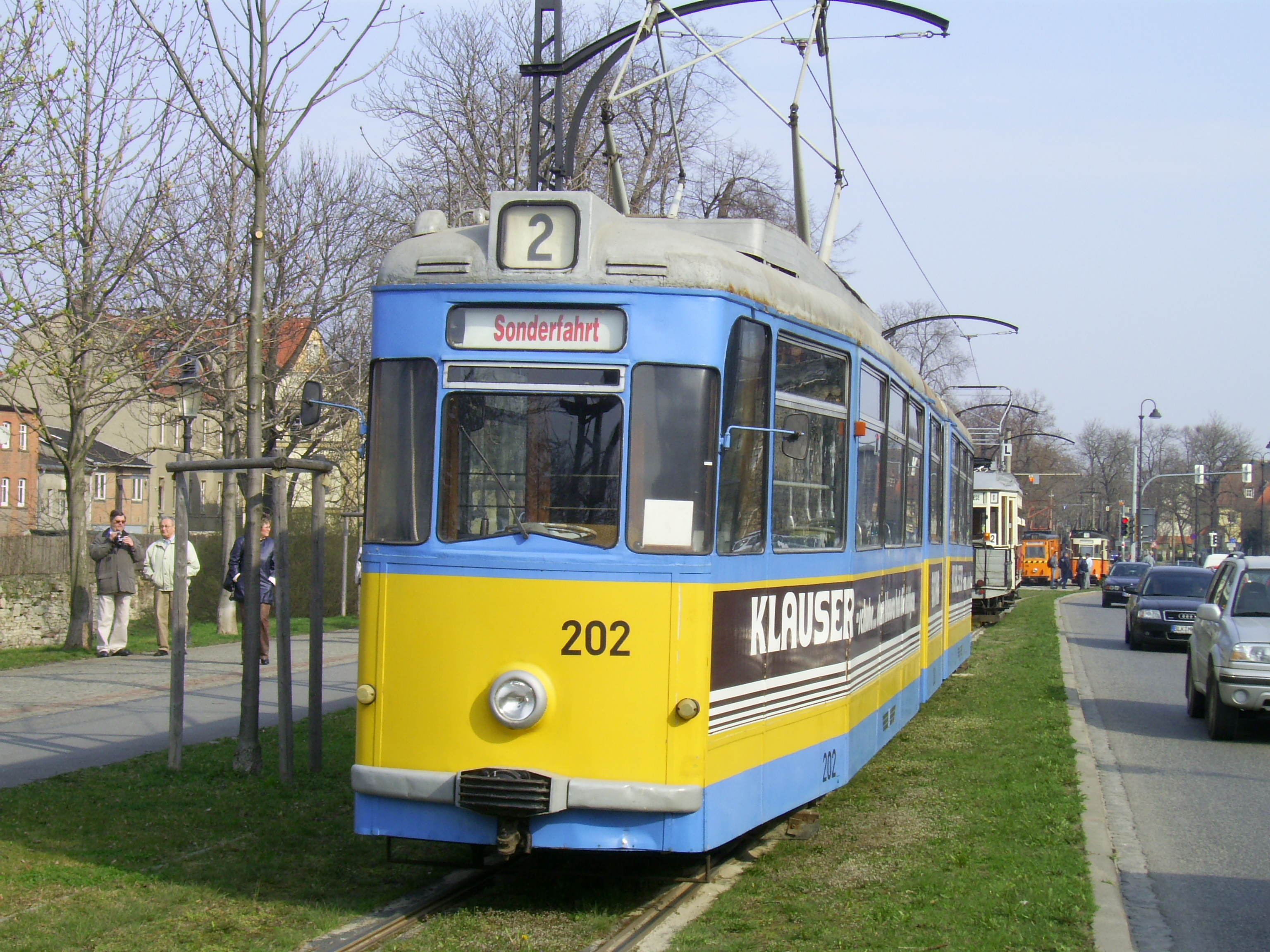
Frontansicht eines G4-65
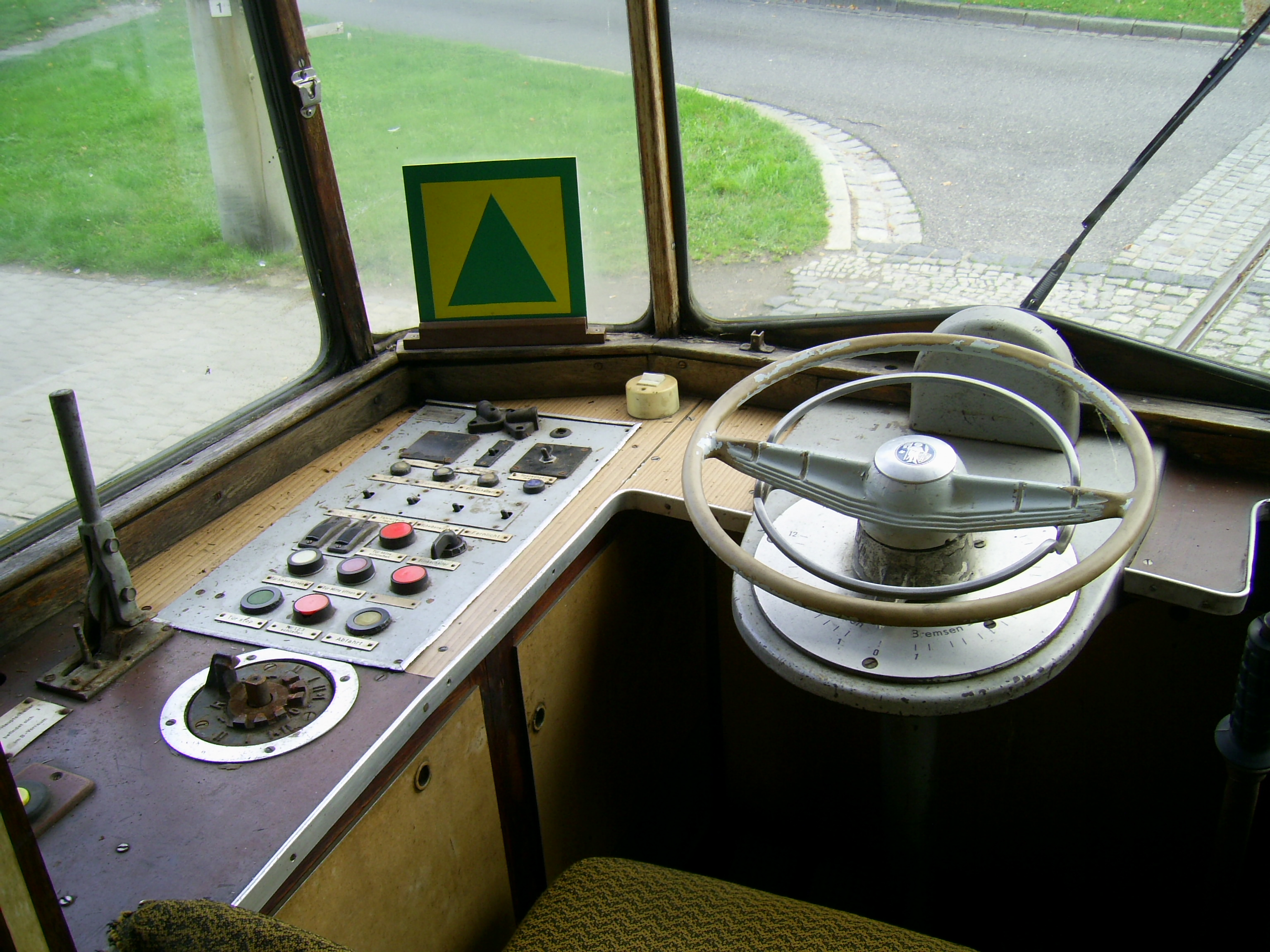
Führerstand eines G4-65
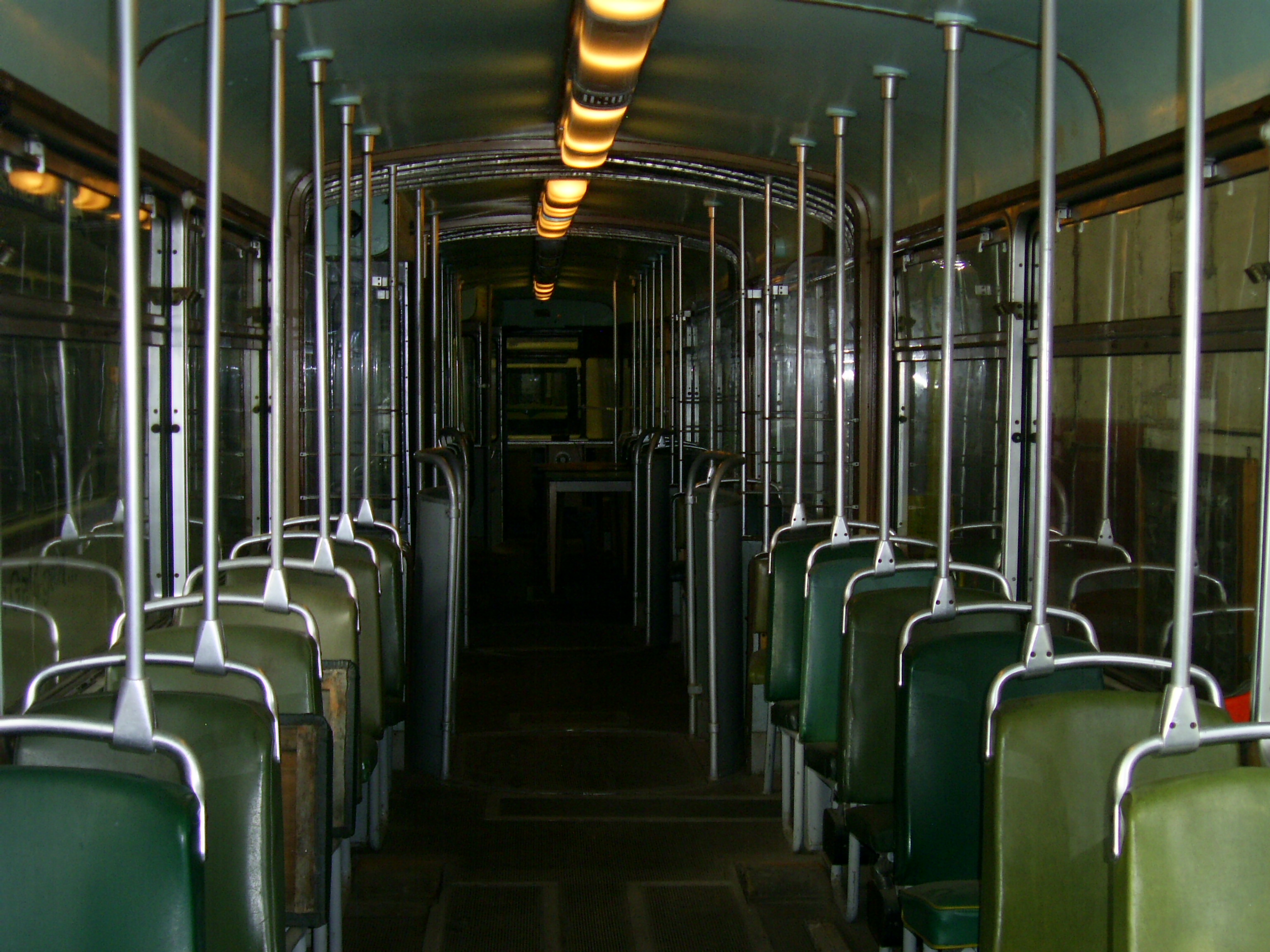
Innenraum eines G4-65
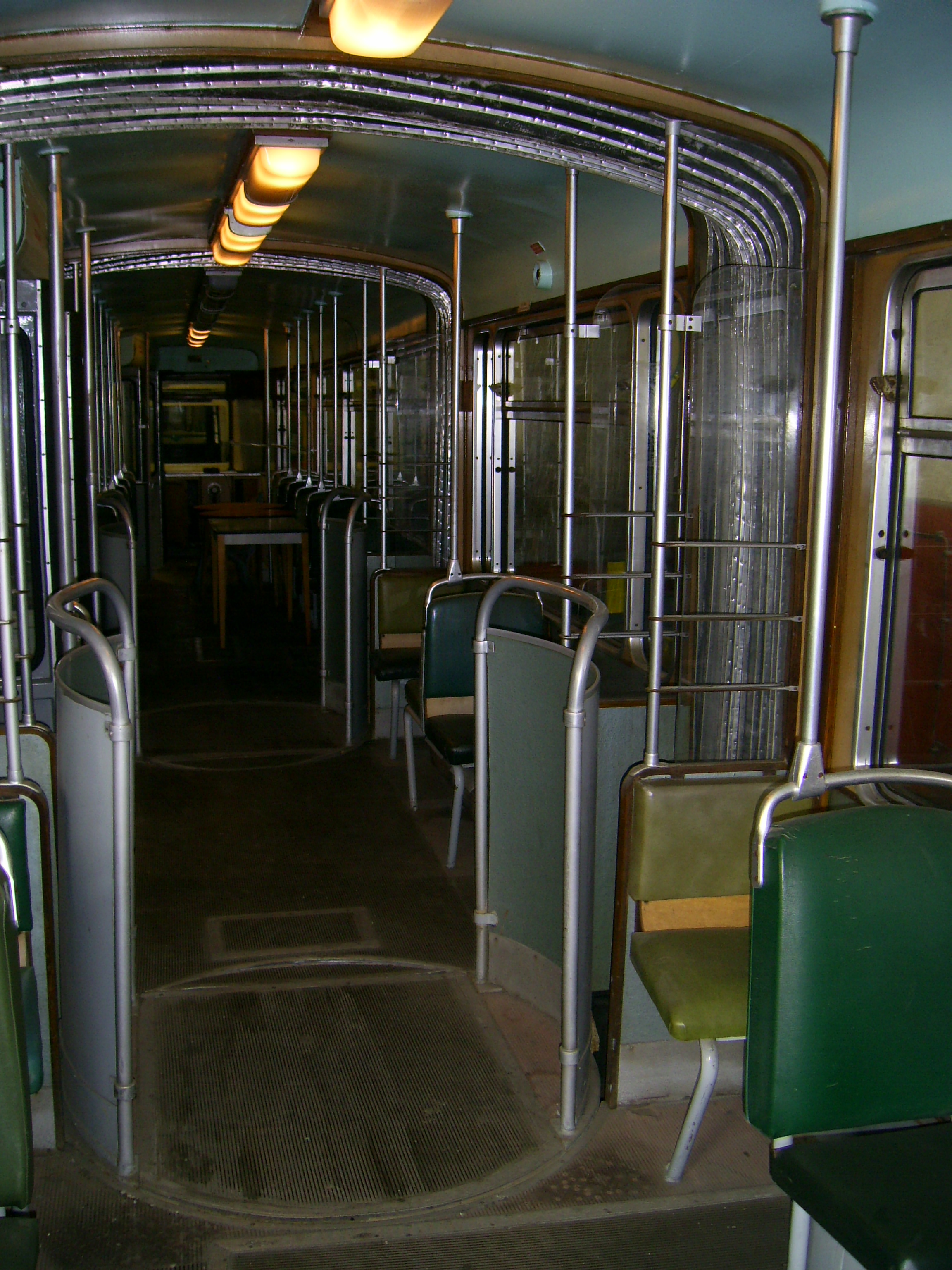
Gelenk eines G4-65